# Thamithericles
Thamithericles är ett släkte av insekter som ingår i familjen Thericleidae.

## Artlista[1]
- Thamithericles birunga
- Thamithericles croceosignatus
- Thamithericles depressifrons
- Thamithericles fizianae
- Thamithericles flaviceps
- Thamithericles genisflammeis
- Thamithericles gnu
- Thamithericles kasaiensis
- Thamithericles menieri
- Thamithericles notabilis
- Thamithericles obsoletus
- Thamithericles quagga
- Thamithericles tanzaniae